# Farindola
Farindola är en ort och kommun i provinsen Pescara i regionen Abruzzo i Italien. Kommunen hade 1 438 invånare (2018).